# Gao Xiang
Advertiment: Un altre Gao Xiang va ser un general durant el període dels Tres Regnes
Gao Xiang (en xinès: 高翔; en pinyin: Gāo Xiáng) fou un cèlebre pintor de la dinastia Qing que va néixer el 1688 i va morir el 1753. En la història de l'art, se'l troba vinculat al grup dels Vuit excèntrics de Yangzhou, que rebutjaven l'ortodòxia i les idees imperants sobre pintura tot cercant un estil profundament expressiu i individualista (que podia explicar-se per la forta personalitat de cadascun dels seus membres). La majoria eren d'orígens humils.